# Joan de Wallenrode
Joan VII de Wallenrode (també anomenat Joan de Wallenrodt) (± 1370 a Wasserknoden - mort al 28 de maig de 1419 a Alken (actualment un municipi de Bèlgica)) va ser arquebisbe de Riga de 1393 a 1418 i príncep-bisbe del principat de Lieja de 1418 fins a la seva mort.
Els Wallenrode eren una vella família de nobles Francs, amb molta influència a l'orde Teutònic.

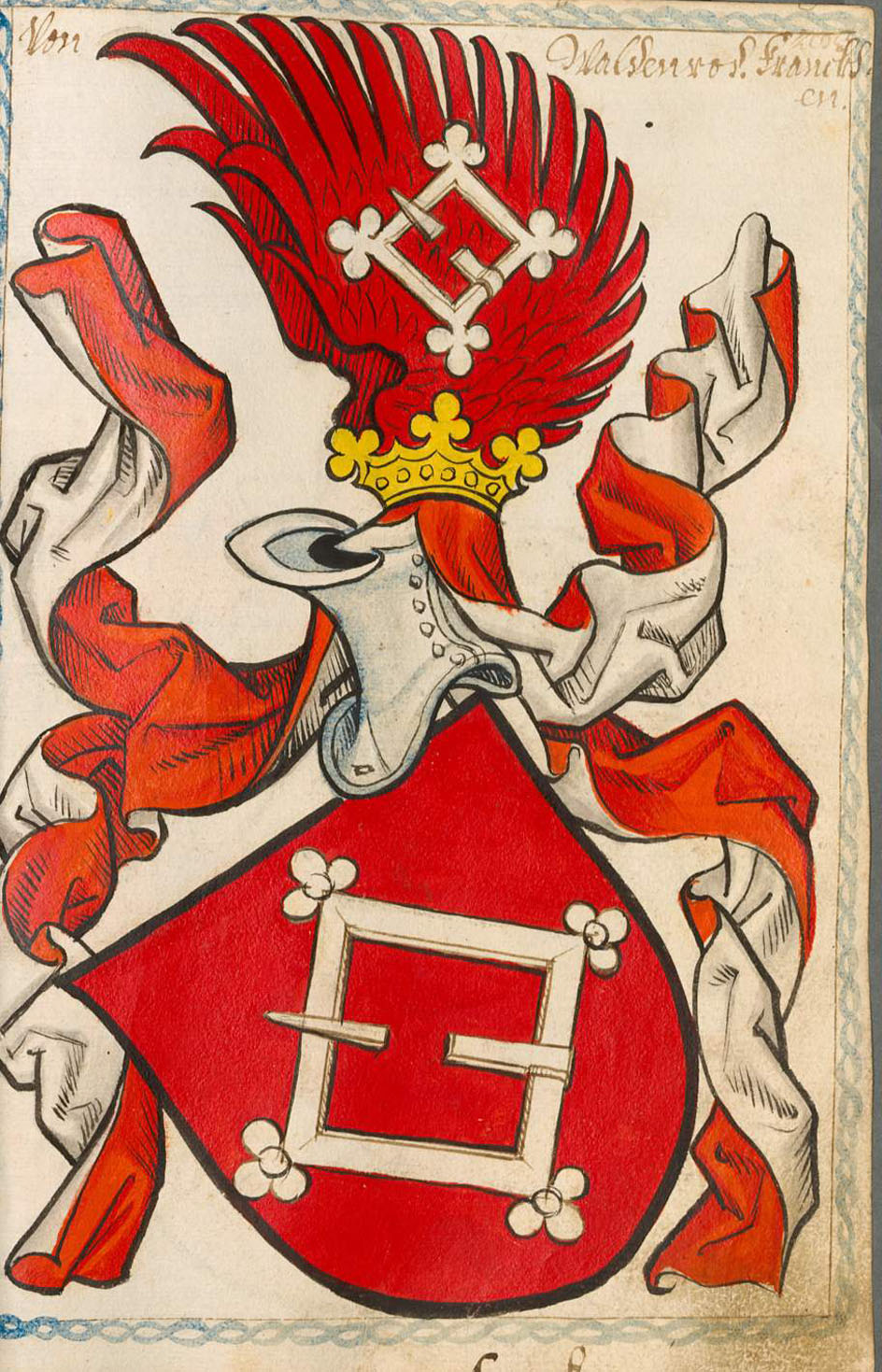
Escut dels Wallenrode

 Joan va estudiar a Viena (1391) i Bolonya (1392). Abans d'esdevenir príncep-bisbe de Lieja va tenir una carrera diplomàtica: com a conseller del rei Robert del Sacre Imperi romanogermànic, com a financer de la família dels Wittelsbach. El 1410 el papa Gregori XII va nomenar-lo llegat general a Alemanya. Va tenir un paper important a la cort del rei Segimon I del Sacre Imperi Romanogermànic en les negociacions per a terminar el cisma d'Occident. Tan bon punt fou nomenat com a papa únic, Martí V va atorgar a Joan de Wallenrode el principat de Lieja, molt ric, com a reconeixement de les seves accions diplomàtiques.